# Pseudonesohedyotis bremekampii
Pseudonesohedyotis bremekampii là một loài thực vật có hoa trong họ Thiến thảo. Loài này được Tennant miêu tả khoa học đầu tiên năm 1965.